# Jens Esmark
För andra betydelser, se Esmark.
Jens Esmark (ursprungligen Esmarch), född 31 januari 1763 i Houlbjerg (Hovlbjærg) nära Århus, död 26 januari 1839 i Kristiania efter en lång tids sjukdom, var en dansk-norsk mineralog. Han var bror till Lauritz Esmarch och far till Hans Morten Thrane Esmark och Laurits Martin Esmark.
Esmark var prästson och visade redan som barn stort intresse för naturvetenskap. Han blev student 1784 från Randers lärdomsskola och påbörjade, enligt faderns önskan, teologiska studier, men övergick snabbt till naturvetenskap och medicin. Han tjänstgjorde i ett par år på sjukhus, men fick på Morten Thrane Brünnichs rekommendationer kungligt understöd för studier i mineralogi och metallurgi vid Bergseminariet i Kongsberg, Norge. Inom loppet av två år tog han bergsexamen i Kongsberg och juridisk och geometrisk examen i Köpenhamn, varigenom han fick behörighet som lantmätare. Åren 1791-92 studerade han vid Bergverksskolan i Freiberg under Abraham Gottlob Werner, vilket ledde till att han under hela sin vetenskapliga verksamhet förblev en ivrig neptunist. Från Freiberg fortsatte Esmark till Chemnitz, där han genomgick en kurs i mineralkemi, varigenom han uppnådde stor duglighet i blåsrörskemi. Efter att ha besökt bergverken i Transsylvanien, Polen och Schlesien besökte han under hemresan åter Werner i Freiberg och utgav på dennes anmodan sina iakttagelser från dessa resor på tyska (1798). 
Han kom 1797 tillbaka till Danmark och blev utnämnd till assessor vid Overbergamtet i Kongsberg. Tillsammans med Christen Pram gjorde han 1798 ett kort besök på Bornholm för att undersöka stenkollagren. År 1800 blev han medlem av Videnskabernes Selskab. Han blev 1802 lektor i mineralogi med mera vid Bergseminariet i Kongsberg och 1814 professor i bergsvetenskap vid universitetet i Kristiania. Han företog senare vetenskapliga resor till England, Danmark och Sverige och åtskilliga mineralogiska exkursioner i Norge, om vilka han har utgav berättelser, som till exempel Reise fra Christiania til Throndhjem... samt en tour til Jemteland (1829). Han uppfattade flyttblocken, moränerna (i Lysefjorden) och klippornas räffling som glaciala fenomen, om än han förlade istiden till urtiden. 
Han utvecklade 1824 sin världsbild i Bidrag til vor jordklodes historie (i "Magazin for Naturvidenskaberne"), vilken kan ses som en förelöpare till den utvecklingsläran. Han är främst hågkommen för denna avhandling och för sin beskrivning av den i det södra Norge utbredda "noritformationen". Förutom sin vetenskapliga verksamhet hade han ett stort intresse för landets industri, vilket tog sig uttryck i flera skrifter (om betsaft, hattfabrikation, garveri, färgeri, ölbryggeri med mera).
Esmark invaldes 1825 som ledamot nummer 408 av Kungliga Vetenskapsakademien.